# Rödel (Fluss)
Die Rödel (auch Rödelwasser) war einer der Mündungsarme der Pleiße in Leipzig. Sie wurde durch den Bau des Elsterflutbettes unterbrochen und ab 1926 verfüllt. Die Rödel floss ausschließlich auf Leipziger Stadtgebiet und war Teil des Leipziger Gewässerknotens.

## Verlauf
Die Pleiße teilte sich bis etwa 1880 im Bereich des Connewitzer Wehres in zwei Mündungsarme auf, die Rödel und die Alte Pleiße (später auch Kuhstrangwasser genannt). Während die Alte Pleiße ungefähr die nördliche Richtung der Pleiße beibehielt, wandte sich die Rödel nahezu rechtwinklig nach Westen.
Im Bereich der Paußnitzmündung, etwa an der Stelle, wo heute die Paußnitz in das Elsterflutbett fließt, änderte die Rödel ihre Fließrichtung auf Nordwest und bildete ab hier die Westgrenze des Waldgebietes Nonne. Ab dem östlichen Ende der Industriestraße, wo die Bahnstrecke Leipzig-Connewitz–Plagwitz die Rödel überquerte, floss sie nach Norden bis zu ihrer Mündung in die Weiße Elster in der Nähe der Könneritzbrücke.

## Hydrologie
Eine Besonderheit ist der Umstand, dass die Rödel nicht ausschließlich Pleißewasser transportierte, sondern auch Wasser der Weißen Elster. Diese hatte nämlich zahlreiche Nebenarme, von denen die Batschke etwa einen Kilometer südlich des Rödelabzweiges in die Pleiße mündete. Die Paußnitz, welche in die Rödel mündete, war wiederum ein Nebenarm der Batschke.

## Menschliche Eingriffe

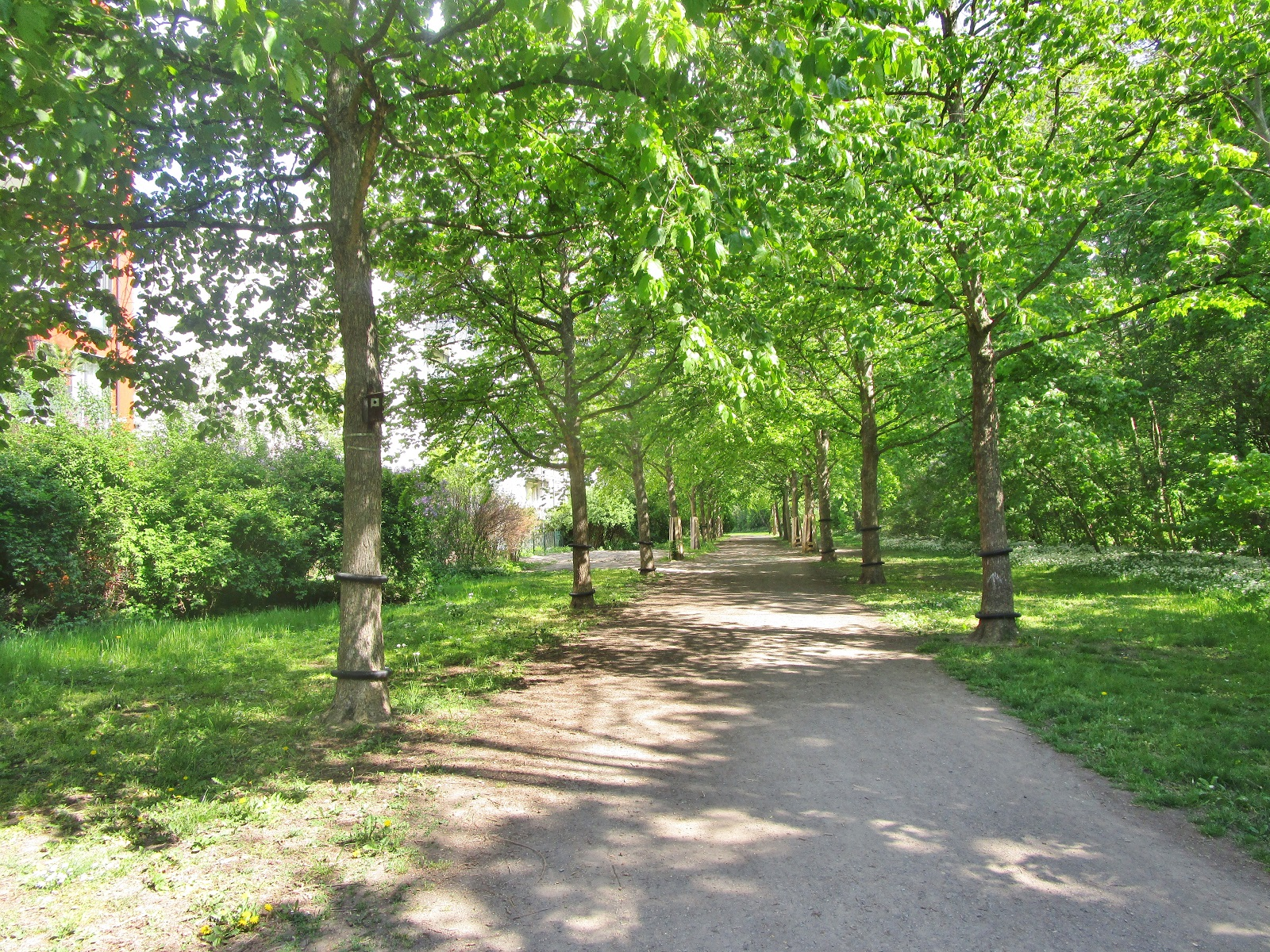
Grünanlage über dem ehemaligen Flusslauf

Die ersten menschlichen Eingriffe in die Flusssysteme von Pleiße und Weißer Elster wurden vor etwa 7000 Jahren von den Bandkeramikern vorgenommen. Dabei handelte es sich jedoch nur um indirekte Eingriffe durch landwirtschaftliche Flächennutzung in den Einzugsgebieten. Die damit verbundene Erosion führte zu einer hohen Sedimentfracht (Sand und Schluff) und deren Ablagerung als Lehm in den ursprünglich kiesgeprägten Tieflandflüssen, was die starke Verzweigung der Gewässer überhaupt erst ermöglichte.
Etwa 1880 wurde durch den Bau des Elsterflutbettes im Bereich der Paußnitzmündung die Rödel von der Pleiße abgeschnitten. Der verbliebene Lauf bis zur Mündung blieb noch bis zu seiner Verfüllung 1926 erhalten, wurde aber nur noch bei Hochwasser signifikant durchströmt.
Heute verweisen noch die Reste der Eisenbahnbrücke am Ostende der Industriestraße und die Ferdinand-Lassalle-Brücke (vorher: Bismarckbrücke) auf den ehemaligen Flusslauf. Die in Schleußig ehemals zur Brücke über die Rödel in Richtung Schleußiger Weg führende Straße trägt den Namen Rödelstraße.